# 真正水平派
真正水平派（しんせいすいへいは、英：Diggers）は、キリスト教のプロテスタントの一教派で、清教徒革命（イングランド内戦）期のイングランド共和国で活発な動きを見せた急進的ピューリタンの一派である。平等派の流れを汲み、耕作した土地の共有を主張して一種の社会主義（共産主義）的理想実現を目指したが、すぐに政府により鎮圧された。英語読みのディガーズでも表記されている。
平等派がニューモデル軍の反乱を扇動した1649年4月頃、イングランド南東部サリーのセント・ジョージズ・ヒルにジェラード・ウィンスタンリーを指導者とした20名から30名の一団が集まって共同生活を始め、荒地開拓を進めた（掘る人＝Diggersの由来）。彼等は全国の共有地や荒地を貧民が共同社会所有の下で耕作すべきこと、そのために土地売買を法で禁止することを要求、ウィンスタンリーは全ての人々に平等を保証する土地共有制の実現を主張、わずかしかない生活物資を互いに分かち合う共同社会を形成し、共同社会のためにこそ生活物資を共同社会によって増やすことを提唱した。
しかし、イングランド共和国は真正水平派の社会主義的主張を危険視、平等派の反乱を鎮圧したニューモデル軍の一隊を差し向け真正水平派を蹴散らし、近隣の地主や農民の妨害もあり翌1650年春までに真正水平派は解散させられた。